# Droga wojewódzka nr 719
Droga wojewódzka nr 719 (DW719) – droga wojewódzka w województwie mazowieckim o długości 68 km. Na terenie Warszawy zarządza nią Zarząd Dróg Miejskich, a poza Warszawą - Mazowiecki Zarząd Dróg Wojewódzkich. Rozpoczyna się na warszawskiej Pradze, odchodząc od ul. Targowej, a kończy niedaleko miejscowości Kamion w gminie Puszcza Mariańska, gdzie dochodzi do drogi krajowej nr 70. Przebiega przez Warszawę oraz powiaty: pruszkowski, grodziski i żyrardowski. Na odcinku Warszawa - Pruszków droga jest w większości  dwujezdniowa.

## Miejscowości leżące przy trasie DW719
- Warszawa (DW637)
- Piastów
- Pruszków (DW718)
- Otrębusy (DW720)
- Brwinów
- Podkowa Leśna
- Milanówek
- Grodzisk Mazowiecki (DW579)
- Jaktorów
- Międzyborów
- Żyrardów
- Puszcza Mariańska

Na terenie Warszawy biegnie ulicami: J. Zamoyskiego, Sokolą, łącznikiem Sokolej i mostu Świętokrzyskiego, mostem Świętokrzyskim, ul. Zajęczą i Topiel (dwie ostatnie tylko w kierunku zachodnim), Tamką, Kopernika, Świętokrzyską, Prostą, Kasprzaka, Wolską, Połczyńską, Dźwigową, Globusową, Chrobrego, Kleszczową, Łopuszańską i Alejami Jerozolimskimi.
19 września 2019 roku na terenie Warszawy skrócono jej przebieg i od tego dnia biegnie od Alei 4go czerwca 1989 roku do granicy miasta.